# Wilhelm Nolting-Hauff
Wilhelm Nolting-Hauff (* 22. April 1902 in Naumburg; † 16. Februar 1986 in Bremen) war ein deutscher Jurist, Politiker der FDP und Bremer Senator.

## Biografie
Nolting-Hauffs Eltern zogen 1910 nach Bremen. Er absolvierte das Alte Gymnasium in Bremen. Danach studierte er Rechtswissenschaften und Volkswirtschaft sowie Literatur an der Universität Heidelberg und an der Universität Kiel. Er promovierte 1924 zum Dr. jur. und war dann als Rechtsanwalt tätig. 1934 wurde er aus rassischen Gründen aus der Rechtsanwaltskammer ausgeschlossen. Er war nun als Syndikus bei der Firma Kaffee HAG in Bremen tätig.
Vom Oktober 1944, während des Zweiten Weltkrieges, wurde er im Rahmen einer „Sonderaktion J“ als „jüdischer Mischling  1. Grades (IMI)“ zur Organisation Todt, einer militärisch  organisierten Bautruppe, eingezogen. Zunächst wurde er eingesetzt in einem Arbeitslager bei Farge beim Bau der Ölbunker, danach bei Gleisbauarbeiten in einem Zwangsarbeitslager bei Duingen. Darüber verfasste er das Buch IMI's, Chronik einer Verbannung (Bremen 1946). Zu dem Buchtitel schreibt Nolting-Hauff (S. 9): „Das gesetzlich sanktionierte Schimpfwort jüdischer Mischling I. Grades, das aktenmäßig bei der Gestapo und bei den anderen mit uns befassten Behörden in J. M. I. abgekürzt wurde, haben wir später in unserem Verbannungslager, ähnlich wie einst der natürliche französische Königssohn Dunois von Orleans den Namen Bastard, zu unserem Ehrennamen gemacht und uns mit Stolz Imis genannt.“
Nolting-Hauff wurde nach dem Zweiten Weltkrieg am 6. Juni 1945 von den amerikanischen Besatzungsbehörden als Finanzsenator in Bremen eingesetzt. Er hatte dieses Amt unter Bürgermeister Wilhelm Kaisen (SPD) bis zum 22. April 1962 inne. Er machte sich in dieser Zeit auch um den Wiederaufbau Bremens, insbesondere der Häfen verdient. Der zunächst parteilose Senator trat um 1951 der FDP bei. Sein Senatorenamt übte er bis zum 9. Mai 1962 ehrenamtlich aus. Sein Nachfolger als Senator wurde Johann Diedrich Noltenius (FDP).
Er war zudem Vorstandsmitglied von Kaffee HAG. 1974 wurde er Vorsitzender des Aufsichtsrats von Kaffee HAG.

## Ehrungen
- Senator-Nolting-Hauff-Straße in Bremen-Strom
- Namensgeber für die Nolting-Hauff-Stiftung zur Förderung der Wissenschaft

## Werke
- „IMI’S“. Chronik einer Verbannung. Friedrich Trüjen Verlag, Bremen 1946.
- Entselbstete. Moriskos. Dramen. Dorn Verlag, Bremen 1948.
- unter dem Pseudonym Ernst Barnewold: Ariadne. Drama. Dorn Verlag, Bremen 1949.
- Promethiden. Drama. Dorn Verlag, Bremen 1950
- zusammen mit Johann Diedrich Noltenius: Gesundung der Finanzverfassung der Deutschen Bundesrepublik. Bremen 1953.
- Abenteurer der Freiheit. Friedrich Trüjen Verlag, Bremen 1965.
- Hinter dem Nichts. Roman. Friedrich Trüjen Verlag, Bremen 1966.
- Erneuerer. Selbstverlag, Bremen 1967.
- Sucherin nach Vollkommenheit. Hauschild Verlag, Bremen 1974.